# Bershka

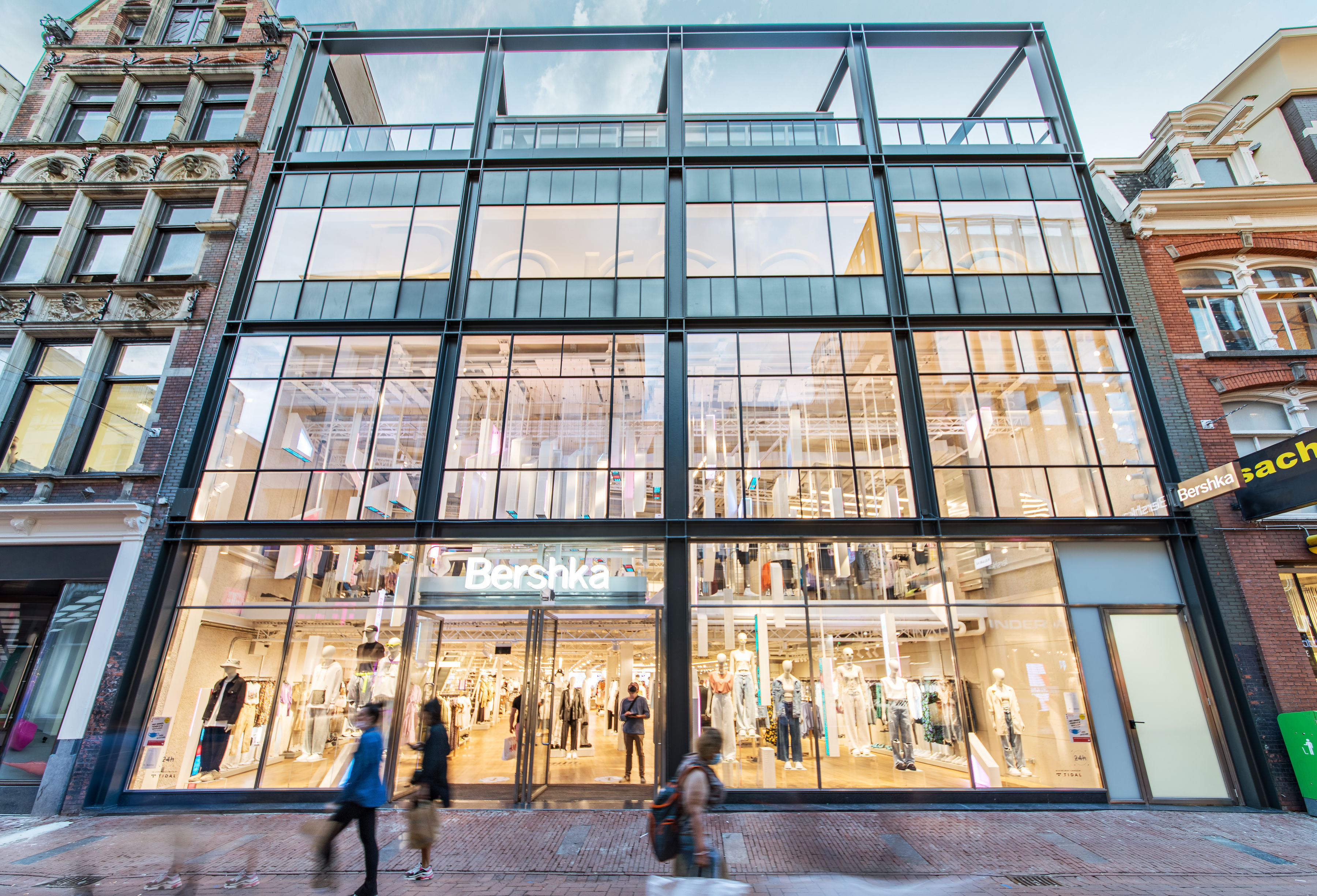
Botiga a Kalverstraat, Amsterdam

Bershka és una empresa amb seu social a Arteixo que forma part del grup Inditex dedicada a la moda presta juvenil en el camp del tèxtil des de l'abril de 1988. La cadena de botigues pertany al grup espanyol Inditex, fundat per l'empresari Amancio Ortega.
Bershka va obrir el seu primer comerç a l'abril de 1998 i, fins al 2018 la seva seu es trobava al municipi barcelonès de Tordera, però finalment ha sigut traslladada a Arteijo (Galícia).
Bershka ofereix una àmplia gamma de roba i en menor mesura en calçat i accessoris. L'empresa comptava amb 100 establiments després d'un mes de la seva creació i, aquesta xifra ascendia fins a més de 638, 10 anys més tard.
L'empresa té presència en 42 països i les seves vendes representen un 10% dels ingressos de tot el grup empresarial. Les seves més de 638 botigues que es troben repartides en més de 70 països com Aràbia Saudita, Armènia, Bèlgica, Xipre, Colòmbia, Croàcia, Egipte, El Salvador, Emirats Àrabs Units, Espanya, Estònia, França, Grècia, Guatemala, Irlanda, Itàlia, Jordània, Kuwait, Letònia, Líban, Lituània, Malta, Mèxic, Països Baixos, Polònia, Portugal, Qatar, Regne Unit, Romania, República Txeca, Rússia, Sèrbia, Suïssa, Turquia i Veneçuela.

## Controvèrsia
Com empresa del Grup Inditex, la imatge de la marca ha sigut afectada per les denúncies per la utilització de mà d'obrà infantil en països del tercer món o en vies de desenvolupament i diversos abusos laborals en la cadena de producció.